# Obra de tesis

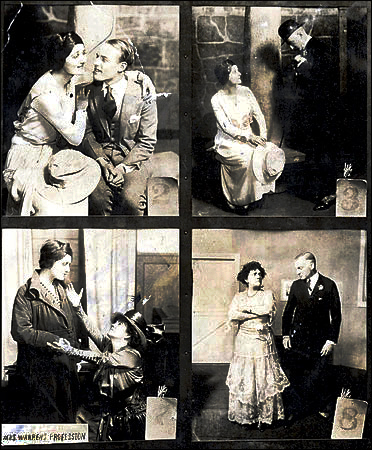
Fotografías de la producción de 1918 de la obra de George Bernard Shaw "La profesión de la Sra. Warren", dirigida y protagonizada por Mary Shaw (en los dos fotogramas inferiores).

La obra de tesis o teatro de tesis es una forma de teatro que emergió durante el siglo XIX como parte de un movimiento más amplio: el Realismo artístico. Un rasgo característico de la obra de tesis es que trata temas sociales problemáticos a través de debates entre los personajes sobre el escenario, quienes típicamente representan puntos de vista en conflicto dentro de un contexto social realista. 
Mientras tales debates en el teatro no eran nada nuevo, la obra de tesis del siglo XIX se distingue por el hecho de que el propio teatro se diseñaba para confrontar al espectador con los dilemas experimentados por los personajes. Las primeras formas de obras de tesis se encuentran en la obra de escritores franceses como Alexandre Dumas (hijo), que trató el tema de la prostitución en La dama de las camelias. Otros dramaturgos franceses siguieron la línea creando obras sobre temas sociales, a veces enfocando el tema de manera moralista, otras de forma sentimental.
El exponente más importante de una obra de tesis, sin embargo, fue el escritor noruego Henrik Ibsen, cuya obra combinó una penetrante caracterización con el énfasis en temas sociales tópicos, normalmente concentrados en dilemas morales de un personajes central. En una serie de obras Ibsen trató toda una serie de problemas, destacadamente la restricción de la vida de las mujeres en Casa de muñecas, enfermedades de transmisión sexual en Espectros y la avaricia provinciana en Un enemigo del pueblo. Los dramas de Ibsen tuvieron una enorme influencia, encontrándose variaciones de sus obras de tesis en George Bernard Shaw y otros dramaturgos posteriores.
El crítico F. S. Boas adaptó el término para caracterizar algunas obras de Shakespeare, que consideraba que presentaban características similares a las obras de tesis de Ibsen; el término de Boas arraigó y Medida por medida, El mercader de Venecia, Timón de Atenas, Troilo y Crésida, y A buen fin no hay mal tiempo aún pueden ser referidas como "Obras de tesis shakesperianas" .